# 魯欣山
71°35′S 15°7′E / 71.583°S 15.117°E
魯欣山（英語：Mount Rukhin）是南極洲的山峰，位於毛德皇后地的阿斯特里德公主海岸，處於埃克霍山西南面1.7公里的洛莫諾索夫山脈，海拔高度1,740米，現時由南極條約體系管理。